# Real Force
「Real Force」（リアル・フォース）は、ELISAの6作目のシングル。2010年2月24日にジェネオンエンタテインメントから発売された。

## 解説
表題曲「Real Force」は、アルバム『Rouge Adolescence』に収録されていた同曲をシングルカットしたもので、テレビアニメ『とある科学の超電磁砲』の後期エンディングテーマに使用されている。アレンジに変更はない。
カップリングには、2009年11月に開催された、ELISA 2nd LIVE『歌って!ELISA先生。〜EBISUでデきるモン!〜』のライブ音源が収められている。

## 収録曲
1. Real Force [4:08] 
作詞：六ツ見純代、作曲・編曲：菊田大介（Elements Garden）
2. ENDLESS ANTHOLOGY（Live ver.） [6:05] 
作詞・作曲：上松範康（Elements Garden）、編曲：菊田大介
3. 凛々と（Live ver.） [4:43] 
作詞：西田恵美、作曲・編曲：菊田大介
4. Real Force（Instrumental）

## タイアップ
| 曲名       | タイアップ                                                 |
| ---------- | ---------------------------------------------------------- |
| Real Force | テレビアニメ『とある科学の超電磁砲』後期エンディングテーマ |

## 収録アルバム
| 曲名       | タイアップ                             |
| ---------- | -------------------------------------- |
| Real Force | 『Rouge Adolescence』（2010年1月20日） |